# Emmanuel Ruffey

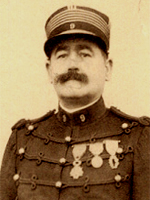
Emmanuel Ruffey.

Pierre Xavier Emmanuel Ruffey, född den 19 mars 1851 i Dijon, död den 14 december 1928, var en fransk militär.
Ruffey blev officer vid artilleriet 1873, överste 1901, divisionsgeneral 1905 och chef för 13:e armékåren 1912. Han blev medlem av högsta krigsrådet 1913. Under första världskriget förde han 3:e armén (på nordöstra fronten), men entledigades den 2 september 1914, efter slaget vid Longwy, och blev då chef för 11:e armékårområdet. 